# Janni Milsted
Janni Milsted (født 8. februar 1938, død 26. juni 2025 i København)var en dansk pædagog, der var forbundsformand for BUPL fra 1976 til 1983.
Janni Milsted var uddannet barneplejerske og siden børnehavepædagog, og hendes første lederstilling var på Røde Møllegårds Børnehave på Amager. I 1976 blev hun valgt til landsformand for BUPL. Da hun trådte tilbage i 1983 blev hun leder af pædagogernes videreuddannelse på Lærerhøjskolen i Emdrup og var her frem til 1991. Hun sluttede sit arbejdsliv som leder af en daginstitution i Karise.
Hun blev som ung medlem af Danmarks Kommunistiske Parti og meldte sig først ud ved Berlinmurens fald. De seneste mange år frem til sin død var hun medlem af Kommunistisk Parti. Gennem mange år var hun aktiv i EU-modstanden på venstrefløjen og i solidaritetsbevægelsen med Cuba. Hun var endvidere aktiv i Aktive Antifascister FIR og sad i bestyrelsen for Pædagogisk Historisk Forening. Lokalt var hun formand for Aktive Ældre på Nørrebro, og fra oktober 2024 var hun medlem af ældrerådet i Københavns Kommune, men måtte trække sig grundet sygdom.